# Deinacrida tibiospina
Deinacrida tibiospina is een rechtvleugelig insect uit de familie Anostostomatidae. De wetenschappelijke naam van deze soort is voor het eerst geldig gepubliceerd in 1950 door Salmon.